# 妄想コントローラー
妄想コントローラーとはバンダイから発売されているキーチェーン玩具のシリーズ。テレビゲームのコントローラー型の本体を操作するとスピーカーからゲームの音が流れるが、プレイ画面は存在せず頭の中でゲーム画面を妄想することによって遊ぶというもの。現在のところストリートファイター2のキャラ別3種とゼビウス、ファミスタの計5作品が存在する。